# 雷姆 (北达科他州)
雷姆（英語：Rhame）是美国北达科他州下属的一座城市。根据2010年美国人口普查，该市有人口169人。